# Can l'Isern (Aiguaviva)
Can l'Isern és una masia del municipi d'Aiguaviva (Gironès) inclosa en l'Inventari del Patrimoni Arquitectònic de Catalunya.

## Descripció
És una masia catalana típica del segle xvii amb porta de grans dovelles, finestra austera superior i coronat per una arcada triple a les golfes. Presenta simetria als tres cossos. Lateralment s'amplià el 1731 pel masover. Façana arrebossada encarada al sud, amb un rellotge de sol.